# Hebi no michi (film 2024)
Hebi no michi, anche noto come Le Chemin du serpent o La Voie du serpent, è un film del 2024 diretto da Kiyoshi Kurosawa, remake in lingua francese del suo omonimo film del 1998.

## Trama
Albert, un padre in cerca di vendetta per l'omicidio della figlia di otto anni, unisce le forze con una psichiatra giapponese per sequestrare due imprenditori legati al traffico di esseri umani che potrebbero essere legati al delitto.

## Distribuzione
Il film è stato distribuito nelle sale cinematografiche giapponesi a partire dal 14 giugno 2024.

## Riconoscimenti
- 2024 – Festival internazionale del cinema di San Sebastián[4]
  - In concorso per la Concha de Oro